# ヴェインドリームII
『ヴェインドリームII』 (VainDream II) は、グローディアから発売されたロールプレイングゲーム。略称は『ヴェイン2』『VD2』。1992年にPC-9801VM/UV以降版が、1993年にFM TOWNS版が発売された。
前作『ヴェインドリーム』とは、ストーリーや世界設定などの繋がりは存在しない。
初期ロット2万本には、『エメラルドドラゴン』『ヴェインドリーム』『ヴェインドリームII』に使用されたゲームサウンド3曲を納めたシングルCDが封入された。

## あらすじ
かつて魔導の力で栄えた古代王国クーレイアは、自らが召喚した女神によって滅ぼされた。女神はクーレイアのみならず、この世の全てを滅ぼそうとしたが、天より使わされた金竜、銀竜によって阻止されてしまう。
激しい戦いは世界を荒廃させたが、どこからともなく現れた神官竜と呼ばれる108頭の竜がその魔力によって世界を復興させた。
それから900年、神官竜が見守る世界のとある寒村で慎ましやかな暮らしを送っていた元賞金稼ぎのウォーリックは、親友ダンの死をきっかけに「パディッシュ」という人物を捜すため、妻レイナ、友人ファーニスらと旅に出る。
旅の剣士ライドを仲間に加えた一行は、魔物の軍隊が人間の城を落とすという前代未聞の出来事に遭遇し、やがて魔物の軍隊「魔神軍」との戦いに身を投じていく。
黒衣の騎士の妨害、金竜の試練、仲間たちの死、そして明らかになる神官竜と神竜、破壊神の真実。ウォーリックは復活を目論む女神の野望を打ち砕くことができるのか。

## 世界観

### 地理
砂の海
神官竜によって復興した世界は、神官竜の魔力によってその秩序を維持していた。人間を襲ったことへの報復として、人間による邪竜狩りが行われると、その矛先は神官竜にも向いてしまう。炎竜ブレイとその守護騎士カルが殺されるとその近辺の精霊の力は乱れ、豊かな草原は砂の海と化してしまった。だが、新たにこの地の守り手の任についたカル伯爵の魔力もあり、砂ワカメ、砂鯵、砂鮪といった海の幸には恵まれている様子。
ジーク王国
タリアトフ大陸北部に位置する。勇者ベイグがローラたち仲間と共に魔物を打ち払って建国した新興国で、開祖のベイグが現国王。ドラゴンライダー部隊が有名。
セルーシュ王国
タリアトフ大陸東部に位置する。作中に登場する三つの人間の国の中では最も古い。聖騎士部隊を主力とする。魔神軍の襲撃による王城陥落の際にセシリアを除いた全ての王族が殺害されてしまう。セルーシュ城奪回は物語序盤〜中盤にかけての山場。
ライランド王国
タリアトフ大陸西部に位置する。澄んだ水を始めとした美しい自然に囲まれた王国。重装騎兵部隊で知られる。

### 人間外種族
エルフ
ダークエルフも含め、一般的なハイファンタジーで描かれるエルフとほぼ同等。ファーニスやブラフォードの人間換算年齢から、寿命はあると考えられる。作中の主な登場人物は先の2人の他、ダークエルフ特戦隊が挙げられる。
ドワーフ
一般的なハイファンタジーで描かれるドワーフとほぼ同等。住まいは洞窟から世代を経て森に移ったとする本作独自の解釈がなされている。エルフとは仲が悪いというより交流をあまり持っていないが故の偏見がお互いにあるらしい。作中の主な登場人物はクレイボーンやソウルン。
ミノタウロス
一般的なハイファンタジーで描かれるミノタウロスとは異なり、好戦的ではあるが誇り高く理知的な種族。中でも王族には決闘用の装束が用意されていることからも、洗練された文化を持っていることが窺える。
ワータイガー
近年数を減らしているという人間に変身できる獣人族。知性も比較的低い個体が多いが、ナッツは特別に知能が高いようである。
バンパイア
不死者。本作のカル伯爵は真祖ながら吸血鬼化した経緯が明記されておらず、彼以外のバンパイアがいかなる人格を持つかは明らかになっていない。
リッチ
不死者。一般的なハイファンタジーでは吸血鬼をも凌ぐ絶大な魔力を誇る恐ろしいモンスターだが、本作に登場するマージスは魔力こそ強大なものの心優しい隠者・賢者として描かれている。

## 登場人物
声はFM TOWNS版のキャスト。

### 仲間になるキャラクター
ウォーリック
声 - 檜山修之
主人公。25歳の男性。賞金稼ぎや冒険者を生業としていた剣士だが、物語開始の2年前に冒険者仲間のレイナと結婚し、タリアトフ大陸のクラウス村に定住した。
クラウス村の守護竜、氷竜の依頼によりレイナ、ファーニスらと旅に出る。
かつては無謀であったが、レイナやファーニスとの出会いにより考えを改めた。
精神的にタフであり、どのような苦境でも取り乱すことがない。
金竜に素質を認められ、試練を受けて金竜の守護騎士となる。鎧とセットになっている装備は「金竜の長剣」と「金竜の盾」。
ブージ
声 - 大場真人
26歳の男性。クラウス村に住むデーモンハンターでウォーリック、ダンの親友。
この3人は村人から「クラウスの最強3バカトリオ」と呼ばれており、本編の沈着な台詞回しとは裏腹に揃って村にいる時は陽気に騒いでいたであろうことが窺える。
「飛燕剣」という専用の片手剣を持つ。
レイナ
声 - 鷹森淑乃
23歳の女性。魔導士としての修行の旅の最中に知り合ったウォーリックと結婚し、物語開始時点では主婦に落ち着いている。
ウォーリックやファーニスとパーティを組んで冒険をしていた際には頭脳役を担い、常に冷静沈着で無表情だったことからウォーリックから「ゴーレムフェイス」とからかわれていた。
性格が丸くなったせいか、二度目の冒険である今作では冷静さこそ変わらないが表情も感情も豊かな人物として描かれている。
ファーニス
声 - 荒木香恵
123歳（人間に換算すると17歳）のエルフの女性。精霊使いの戦士で、かつてウォーリックやレイナと共にミルジーナ大陸で短い間だが「太陽の王錫」を求めて冒険した仲間。
感覚能力に優れているだけでなく、陽気でのんびりとした性格はパーティのムードメーカーもこなす。
たまたまウォーリックたちの定住先に遊びに来た時に旅に出ることが決まり、再びウォーリック、レイナとパーティを組む。
ライド
声 - 清水浩智
25歳の男性。大剣使いの旅の剣士。宝物だというグレートソード「ライドの大剣」を使う。この剣しか装備しようとせず、また他人には決してこの剣を触らせない。
ウォーリックらと魔物退治で共闘したことをきっかけにパーティ入りした。
実は緑竜の守護騎士で、大剣の正体は「緑竜の大剣」。緑竜に寄生したパラサイトデーモンへの復讐のために旅していた。
周囲の複数の敵を跳ね飛ばしてダメージを与える「大回転」を使う。
セシリア姫
声 - 松下美由紀
22歳の女性。セルーシュ王国の王女。本名セシリア・サライズ・ド・セルーシュ。
魔物の軍隊に占領されたセルーシュ城から命からがら落ち延びたところをウォーリックたちに救われ、ウォーリックたちや周辺諸国の力も借りてセルーシュ城を奪回する。
武器を扱った戦闘力こそ低いものの、サラサラとした金髪を始めとしたいかにもお姫様然とした外見に加え強い精神力を持った姿は、作中の人物たちから理想の君主と見られることも少なくない。
セルーシュ城奪回の際にはセルーシュ聖騎士団の総大将として皆の精神的支柱の役割を果たし、また、回復魔法を用いたヒーラーとしても活躍した。
パーシャ
声 - 天野由梨
30歳前後の女性。ライランドの魔導士。カル伯爵から教えを受け、暗黒魔術も使いこなす。
バーグとの戦いでNPCという形で戦闘に参加する。
ナッツ
人間に換算すると20代の女性。バンパイアのカル伯爵に仕えるワータイガーの執事。ワータイガーとしては最上級で知能が高く、性格もやや茶目っ気が強い面はあるものの概ね理知的。
ファッションのTPOはカルが言葉を失うほどには苦手な様子。
後に、炎竜の守護騎士の鎧を受け継ぐ。セットになっている武器は「炎竜の斧槍」
飛び蹴りである「ハイキック」や、ワータイガーへの変身を行うが、鎧を着た後では使わない。
セス
声 - 野上ゆかな
22歳の女性。白竜の守護騎士。元・神官。武器は「白竜のロッド」。
主に支援魔法や回復魔法を使うが、稀に直線状のレーザーを放つ魔法「サンシャイン」を使う。
ブラフォード
188歳（人間に換算すると26歳）のエルフの男性。ファーニスの兄。
レイピア「水晶竜の剣」二振りによる二刀流に加え、精霊召喚の魔法も駆使するエルフ最強の魔法戦士。水晶竜の守護騎士。
性格は気ままで、ふらりと旅に出るのが趣味。

### 各地の人々
ローラ（大婆様）
100歳前後。クラウス村の大婆様。50年前にベイグと共にデーモン族と戦い、ジーク王国建国に協力した。
当時、白薔薇のブローチを身につけていたため、白薔薇の魔導士と呼ばれていた。
クラウス村はジーク王国領内ではあるが自治領として成り立っており、ローラが指導者の役割を果たしている。
ベイグ王
ジーク王国の国王。肥沃だが魔物が多く人の住める土地ではなかったタリアトフ大陸北部の魔物を討伐し、王国を建国した勇者でもある。
キャロル
ジーク王国の侍女。騎士の恋人がいる。
バーナー王子
ベイグの一人息子でジーク王国の王子。ワイバーンを駆る竜騎士を率いる。
父は老境（少なくとも60代後半以降）にさしかかっているが、歳を取ってから出来た子なのか若く描かれている。
ブレイス団長
声 - 宮田浩徳
52歳。セルーシュ王国の聖騎士団団長。セシリア姫にとっては爺でもある。
セルーシュ城奪回の最終盤に敵将ビアガンとの一騎討ちに敗れて死亡。その際、尋常ならざる気迫によってビアガンに手傷を負わせた。
ダイガーン
ライランドの近衛騎士。重装騎兵にもかかわらず頭が大きいため兜が被れず、ライドからミスリル製の大鍋を贈られる。
若くして幾度も戦功を立てる有能な騎士だったが、セルーシュ城奪回における激戦で戦死した。
グリーク王
35歳。タリアトフ大陸最古の国・ライランドの国王。身分の分け隔て無く誰とでも接することの出来る気さくな性格。
王位を巡って争う一族の姿に嫌気が差し、王都から姿をくらまして冒険者をしていた時期がある。
ゼロ船長
砂海を航行するバッカス2世号の船長。
ウィルディース艦長
女海賊。潜砂艦クイーンストーカー号の艦長。
カル伯爵
声 - 銀河万丈
砂海にある「砂の城」に住むバンパイアロードの真祖。
人間時代は炎竜の守護騎士だった。炎竜と共に人間に殺害されるが、なんらかの理由で吸血鬼として復活する。
炎竜亡き後の砂の海近辺の精霊の統治を任されているが、バンパイアロードの魔力を以てしても砂の海の状態を維持するのがやっと。
そんな経緯にも拘わらず人間を愛し続けているようで、訪ねてきた人間には好意的に接する。
クレイボーン
ドワーフの王。好奇心が強く、他種族とも積極的に関わろうとする。
マージス
ドワーフの洞窟の奥にある迷宮に住むリッチ。カル伯爵とは人間時代からの友人。
鎧神アトォム
金竜の「鎧の塔」の番人。豪華なリビングアーマー(生きた鎧)。
カームの亡霊
魔神に肉体を奪われたクーレイアの女王の亡霊。

### 神官竜
神竜である金竜・銀竜と、それに仕える108匹の竜。神官竜たちは魔神によって狂ってしまった精霊たちを治めて自然のバランスを保っている。
氷竜フロスト
クラウス村の北にある氷の洞窟に住む氷竜。
緑竜バーダル
カームの魔力によってパラサイトデーモンを寄生させられ、パラサイトデーモンに操られて氷竜を襲う。
水晶竜
エルフの森の神官竜。
炎竜ブレイ
かつて砂の城を治めていた神官竜。魔導竜という邪悪な竜族と人間の戦いが起こった際に、人間の矛先は神官竜にも向き、それを悲しみながらも無抵抗で殺された。精霊のバランスを保つものが居なくなったことにより、ブレイが治める地は砂海と化してしまう。
水竜フォーゲル
ライランドの地下に住む。
白竜パディッシュ
金竜に仕える神官竜の長。
黒竜ルード
銀竜に仕えている。魔神に肉体を奪われつつある銀竜を守ろうとするも、最後には魔神に侵食され、理性を失った不死身の化け物になってしまう。
金竜メーフィス
声 - 沢木郁也
神竜。魔神との戦いで肉体を失って魂のみとなり、蘇生の洞窟で体を再生させている。アスタルトの魂に魔神の魂のカケラが植え付けられていたことを知り、自分もまた植え付けられていた場合を考慮して、魂を3つにわけて3本の「黄金のナイフ」に封印した。
銀竜アスタルト
声 - 西村知道
神竜。金竜と同様に肉体を再生させていたが、魔神の魂のカケラによって侵食され、魔神に肉体を奪われて、その体は魔神そのものに変貌している。

### クーレイア魔神軍
シュタイナー
魔法戦士。黒竜の守護騎士。その知識と魔力はパンツァードラグーンを操縦できるほどの実力。銀竜の側に仕える黒竜ルードを守り、魔神軍に属しながらも、魔神の肉体を消滅させて銀竜の魂を解放する機会を窺っていた。
武器は「黒竜の長剣」。ウォーリックも装備できるが、黒竜の守護騎士専用の武器であるためか、ウォーリックにとっては使い物にならないほど弱い。
バーグ
数百年生きる人類最強の魔導士。レーザーを放つ暗黒魔術「冥皇魔光砲」を使う。
パチュンガ
死人使い。魔神軍、第5軍、軍団長。
ランバート
25歳。氷竜フロストの守護騎士。クラウス村に住むヒドラハンターでウォーリック、ダンの親友。
物語冒頭で謎の鎧を纏った姿で遺体となって発見された。パチュンガによってアンデッドにされる。
ビアガン
ミノタウロスの王族にして最強の戦士。クーレイア魔神軍、第1軍、軍団長。
好戦的な性格で強者との闘いを望む。同時に騎士道精神を重んじる誇り高い人物で、たとえ自分より弱いと目した者であっても、高潔な態度には最高の礼を以て遇する。
クーレイア王国健在時から存命であり、かつて王国が栄えていた際には女王カームとは友人の関係にあった。
最後の決闘の際には、ミノタウロス族に伝わる決闘の装束である「赤い鎧」を着る。
カーム
魔導王国クーレイアの女王。心優しき女王であったが、現在は魔神に肉体を奪われて端末となっている。
ドード
声 - 芳田正浩
銀竜を乗っ取った魔神が選んだ守護騎士。緑竜に寄生していたパラサイトデーモン。寄生した神官竜の力を得ているため高い能力を持つ。
魔神
声 - 川村万梨阿
クーレイアの八賢者による神の召喚実験で降臨した闇の女神。神竜により肉体を失い、天界へ帰ったように見せかけて、魂のカケラを銀竜アスタルトに植え付けて、再生中の無防備な状態を狙って肉体を乗っ取った。

#### ダークエルフ特戦隊
ダークエルフの傭兵4人組。毎回、桃太郎侍のような「ひとつ ひ- 、ふたつ ふ- 、みっつ み- 、よっつ よ-」という言葉と共に登場して、掛け声と共に4人でポーズを取る。後にグローディアが製作した『ディファレントレルム』にはフェダイン特務隊、『ラグナレック』にはパスガリー特鬼隊として、同名の4人組が登場する。
ジーナス
リーダー。槍使い。「フェンリルファング」という氷の魔槍を使う。
パインチャ
紅一点。精霊使い。
ガーベリー
クロスボウを使う。ラキューイとは幼馴染み。
ラキューイ
ナイフ使い。「月華」という短剣を使う。

### その他の魔物
ジョーカー

### その他の人々
ダン
クラウス村に住むランバートの弟。
重装騎兵カイル
ダイガーンの弟。
エリオット
水竜フォーゲルの守護騎士。
ソウルン
アフロ頭なドワーフの子供。たびたびマージスのもとへ遊びに行っている。
ムトクちゃん
マージスがソウルンに聞かせるお伽話の登場人物。お婆さんが川で洗濯してると流れてきた大きなピーチから生まれた女の子。
ブレストアーマー
ウォーリックが3年前に着ていた鎧。金に困ったウォーリックにより、新しい鎧に替える際に売却されている。「鎧の塔」の試練に登場。

## ゲームシステム
基本的には前作を踏襲している。マップ上に敵シンボルがおり、接触すると戦闘になる。敵の相対的な強さは画面下中央の水晶玉の炎の大きさで表される（炎が大きいほど強敵）。
戦闘中には、主人公のみ操作でき、他のキャラはAIで動く。指示により魔法やアイテムを使用させることも可能である。
また、キャラクターにより「特技（タレント）」が発動することがある。メッセージは表示されず、キャラクターが特殊な動きをすることにより表される。
パーティは1 - 5人で、主人公以外のメンバーは何度か入れ替わる。
移動中にメニューから「相談」を行うことができ、ゲーム進行上のヒントを得たり、登場人物の一面を垣間見ることができる。

## 音楽CD
『VainDreamII / Die Bahnwelt フル・アレンジ・ヴァージョン』（1994年7月25日 / データムポリスター）
『ヴェインドリームII』と『バーンウェルト』のアレンジCD。『ヴェインドリームII』からはアレンジ9曲とボーカルアレンジ1曲を収録。
『グローディア プレミアムCDシングル Vol.1』
グローディア作品のBGMを3曲収録したシングルCD。うち1曲は『ヴェインドリームII』のもの。